# Erika Wilde
Erika Wilde (* um 23. Juni 1921 in Gelsenkirchen als Erika Haase; † vor dem 28. Januar 2001 wahrscheinlich in Berlin) war eine deutsche Dramaturgin, Regisseurin, Theaterkritikerin, Kabarettistin und Schriftstellerin.

## Leben und Wirken
Erika Wilde kam 1921 als uneheliche Tochter der Schauspielerin Charlotte Haase und des Schauspielers Erich Wilde in Gelsenkirchen zur Welt, weshalb sie zunächst den Namen der Mutter trug, bevor sie den Namen des Vaters annahm. In jungen Jahren fanden die Schulbesuche immer am Ort des jeweiligen Engagements der Mutter statt. Dabei stand sie auch schon als Kinderdarstellerin auf der Bühne, zum Beispiel in Peterchens Mondfahrt. Ab Ostern 1931 besuchte sie das Lyzeum im Berliner Stadtteil Oberschöneweide.
Durch die Kriegsjahre kam sie dank ihres Talents als Klavierspielerin: Sie spielte zu verschiedenen Anlässen und war in Tanzschulen als Korrepetitorin angestellt, so zum Beispiel bei Edith Türckheim. Von 1945 bis 1948 wirkte sie als Korrepetitorin an der Deutschen Staatsoper Berlin. Anschließend war sie bis zur Spielzeit 1949/50 Solorepetitorin an den Städtischen Bühnen Halberstadt. Nach eigener Aussage arbeitete sie auch als Regieassistentin bei Tatjana Gsovsky in Venedig (Teatro La Fenice) und Mailand (Teatro alla Scala). Ein weiterer Auslandsaufenthalt soll ein längerer Studienaufenthalt in Paris gewesen sein. Bei der chronologischen Einordnung dieser Angaben ist (gemäß Erscheinungsdaten ihrer Auslandsartikel) eine spätere Datierung anzunehmen.
Rund um das Jahr 1950 bearbeitete und schrieb sie Bühnenstücke. Ihre erste Bearbeitung hieß Frieden (nach Zdeněk Bláha) und wurde 1950 in Chemnitz uraufgeführt. Darauf folgte die Brüder-Grimm-Adaption Tischlein deck dich! Esel streck dich! Knüppel aus dem Sack! Märchenspiel. Die Uraufführung fand am 18. November 1950 im Märchentheater der Stadt Berlin im Theater am Schiffbauerdamm statt. Das Stück wurde vom jungen Publikum begeistert beklatscht. Die Kritik bemängelte lediglich die nicht immer kindgerechten Dialoge und Liedtexte sowie die Verwässerung der Moral durch die abenteuerhafte Akzentuierung.
Von 1955 bis 1960 veröffentlichte sie regelmäßig ausführliche Aufführungsrezensionen (z. B. von Richard-Strauss-Opern in der Deutschen Staatsoper), Grundsatzartikel und Auslandsberichte in der führenden Theater-Fachzeitschrift der DDR, Theater der Zeit.
Von 1955 bis 1956 war sie als Musikdramaturgin an den Städtischen Bühnen Magdeburg tätig. Hier wurde am 15. September 1956 ihr größter Erfolg, das Musical Der Weiberheld, uraufgeführt. Mit der Aufgabe der Spielplangestaltung für Operette und musikalisches Lustspiel betraut, kam Wilde der Gedanke, dass ihre 1953 im Gerhart Hauptmann-Theater von Görlitz unter dem Titel Der Weiberheld uraufgeführte Umarbeitung von Plautus’ Miles gloriosus auch als Musical funktionieren könnte. Sie reduzierte das Bühnenpersonal, straffte die Handlung, durchzog den Text mit aktuellen Anspielungen und komponierte zwölf „leicht singbare Songs“, die sie gleichmäßig verteilt einbaute und von zwei Flügeln orchestrieren ließ; den einen spielte sie selbst. Die Aktualitätsbezüge und die Lieder waren Wildes Meinung zufolge kabarettartig (später widmete sie sich eine Zeitlang ganz dem Kabarett). Laut damaliger DDR-Presse ist durch „geistreiche und lebenssprühende“ Hinzufügungen ein „höchst amüsantes Spiel“ herausgekommen. Zur Erfolgsgeschichte des Werkes gehören noch die von Herbert Kawan erstellte Instrumentation für kleines Orchester und die von Heinrich Goertz produzierte Fernsehinszenierung. Letztere erfolgte 1957 mit Alexander Hegarth in der Hauptrolle. In Nebenrollen waren Herbert Köfer, Hans Wehrl, Wolfgang Lohse, Ingrid Ohlenschläger, Ekkehard Schall, Hedi Marek, Hans-Joachim Hanisch und Martin Rosen zu sehen. Am 10. November 1957 wurde der Film erstmals ausgestrahlt. Erneut lobte die Presse das – trotz bereits x-fach bearbeiteten Stoffes – „Vergnügen bereitende Lustspiel“.
Beispielhaft für ihre Regiearbeiten ist die an den Städtischen Bühnen Magdeburg im März 1956 aufgeführte Oper Pimpinone oder Die ungleiche Heirat von Georg Philipp Telemann. 1956 zog sie in den Westsektor von Berlin, arbeitete aber in beiden Teilen der Stadt. Sie war Dramaturgin und Spielleiterin beim Ostdeutschen Fernsehen, wo sie zum Beispiel für das Drehbuch zur DDR-Fernsehproduktion Der Zinker verantwortlich zeichnete. Für verschiedene Westberliner Zeitungen schrieb sie Kritiken und für Schulfunksendungen des RIAS Skripte, außerdem arbeitete sie weiter an neuen Bühnenstücken und erledigte Übersetzungsaufträge.
1977 wurde sie für Schauspielmusik beim Hebbel-Theater in Berlin-Kreuzberg angestellt. Hier saß sie zum Beispiel im Februar bei Genoveva oder Die weiße Hirschkuh am Klavier. Nebenher betrieb sie das literarische Kabarett „Wilde’s Ensemble“, deren erstes Programm Katastrophen. Ein Makabarett hieß. Für ein weiteres Programm namens Hereinspaziert verwendete sie Texte von Alexander Roda Roda, Frank Wedekind, Kurt Tucholsky, Klabund und Walter Mehring. An der Berliner Hochschule der Künste war sie Dozentin.
Erika Wilde starb im Januar 2001, vermutlich in Berlin.

## Bühnenstücke und Stückbearbeitungen
- Frieden. Schauspiel aus der heutigen Zeit in drei Akten (nach Zdeněk Bláha). Verlag Bruno Henschel & Sohn, Abteilung Bühnenvertrieb, Berlin [ca. 1950].
- Tischlein deck dich! Esel streck dich! Knüppel aus dem Sack! Märchenspiel. Verlag Bruno Henschel & Sohn, Abteilung Bühnenvertrieb, Berlin [ca. 1950].
- Das Wunderknäuel. Ein heiteres Traumspiel für Kinder. Verlag Bruno Henschel & Sohn, Abteilung Bühnenvertrieb, Berlin [ca. 1950].
- Der Weiberheld. Lustspiel (frei nach Plautus: „Miles gloriosus“). Verlag Bruno Henschel & Sohn, Abteilung Bühnenvertrieb, Berlin [ca. 1950].

## Fernsehspiele (als Autorin, Bearbeiterin oder Regisseurin)
- Marguerite: 3. Fernsehspiel mit ein wenig Musik nach dem Lustspiel von Fritz Schwiefert, Regie: Fred Mahr, Erstausstrahlung 3. August 1957.
- (mit Klaus Stemmler:) Fernsehapparat – preiswert zu  verkaufen. Eine heitere Begebenheit mit einem Vor- und hoffentlich keinem Nachspiel, Regie: Gerhard Klingenberg, Erstausstrahlung 1. April 1959.
- Der Zinker (nach Edgar Wallace), Regie: Hans-Joachim Hildebrandt, Erstausstrahlung 6. Juni 1959.
- Die spanische Stunde (nach Franc-Nohain), Erstausstrahlung April 1960.
- Der Vogelhändler (nach Carl Zeller), Erstausstrahlung 1960.
- Madame Butterfly (nach Giacomo Puccini), Erstausstrahlung 1960.
- Gasparone (nach Carl Millöcker), Erstausstrahlung 1991.
- Der Heiratsantrag, Fernsehinszenierung einer musikalischen Komödie (nach Anton Tschechow), Erstausstrahlung 21. März 1961.
- Mandragola (nach Niccolò Macchiavelli), Erstausstrahlung 1961.

## Artikel inTheater der Zeit(Auswahl)
- Fünfmal Theater in Paris. In: Heft 1/1955, S. 34–37.
- Theater in Mailand. In: Heft 7/1955, S. 32–38.
- Vier Opern in der Landessprache. Bericht vom Holland-Festival 1956. In: Heft 9/1956, S. 24–29.
- Triumph des Belcanto. Gastspiel des Teatro dell’opera di Perugia in Berlin. In: Heft 7/1957, S. 24–27.
- Kritische Streiflichter auf westdeutsches Tanzschaffen. Zwei Ballettabende in Essen und Hannover. In: Heft 6/1959, S. 27–29.
- Oper im Fernsehen – Fernseh-Opern. Zu einigen dramaturgischen und praktischen Problemen. In: Heft 1/1960, S. 20–23.